# Владимир Явашев
Владимир Ананиев Явашев е български инженер и индустриалец.

## Биография
Роден е на 7 април 1901 г. във Варна. Баща му е просветният деец Анани Явашов. През 1920 г. завършва средното си образование в Разград, а през 1925 г. – висше техническо във Виенската политехника. От 1926 г. е технически ръководител на текстилното акционерно дружество „Принц Кирил“ в Габрово.
На 16 април 1935 г. съпругата му Цветана и Милко Охлев образуват ООД „Милко Хр. Охлев“ за производство на спомагателни материали – химикали, при обработката на вълна и платове в текстилната промишленост, главно омекотяване на операциите предене и боядисване. Ръководството на дружеството се осъществява от управителен съвет, техническото – чрез консултации с Владимир Явашев. През 1939 г. се извършва преименуване в „Химия и индустрия“ ООД и Владимир Явашев, който дотогава непряко ръководи дейността на фирмата, е упълномощен от съпругата си да представлява дружеството вместо нея. Специализира се производството на червено турско масло, скробтал, предачни сулфурни масла, лепило за кожа хидрин, маркировъчни бои, апретурни материали, перилни средства и химикали за кожарската и текстилна индустрия. През 1940 г. Милко Охлев продава своя дял на Владимир Явашев, с което семейството става притежател на целия капитал. На 21 ноември 1942 г. дружеството се обединява със СД „Багра“ на Божидар Димитров и А. Чернев. През 1943 г. Чернев продава своя дял на Явашев и напуска фирмата. През 1946 г. посещава Чехословакия, където се запознава с редица нови технологични процеси и договаря доставка на необходимите суровини.
След национализацията остава известно време на работа в дружеството като технически ръководител. В резултат на изградените от него връзки, предприятието продължава да доставя своите продукти на 84 фабрики в страната. Със заповед на Министерството на икономиката е включен в комисията, която обикаля текстилните предприятия в България и трябва да опише наличния машинен парк. Консултант е на „Промпроект“, помага при основаването и пускането на апретурните цехове на редица заводи в Габрово и страната.
Участва като докладчик и преводач на научно-технически конференции и симпозиуми в България и чужбина. Автор е на книгата „Модернизация на машините в памуко-текстилната промишленост“, в съавторство с В. Холичек и К. Дживанов. Превежда книгата на проф. Бернар „Избелване и багрене на текстилни изделия“.
Има 3 сина:
- актьора Анани (1932 – 2022);
- художника Христо (1935 – 2020);[1]
- инженер-химика Стефан (р. 1938)[2]

Владимир Явашев умира през 1983 г.